# Малько, Михаил Матвеевич
Михаил Матвеевич Малько (род. 21 октября 1946, Нижний Тагил, Свердловская область) — советский хоккеист, нападающий. Мастер спорта СССР (1971). Советский и российский тренер. Заслуженный тренер РСФСР.

## Биография
Начинал играть в хоккей в детской команде секции нижнетагильского «Спутника», тренер Н. В. Канаев. С сезона 1964/65 по декабрь 1966 года играл за «Спутник» во 2 группе класса «А». Окончил профтехучилище № 10 Уралвагонзавода. Армейскую службу проходил в Уральском военном округе, играл за команду «Звезда» Чебаркуль. C 1969 по 1980 год провел в свердловском «Автомобилисте» 11 сезонов, забил 272 шайбы — лучший бомбардир в истории свердловского «Автомобилиста». В сезонах 1980/81 — 1982/83 выступал за «Рубин» Тюмень.
Окончил Свердловский техникум физической культуры, факультет физвоспитания Свердловского государственного педагогического института, Высшую школу тренеров.
Работал тренером в командах «Луч» Свердловск (1983—1986), «Автомобилист» (1986—1991), в школе хоккея «Спартаковец». Главный тренер «Автомобилиста-2» (1992/93), тренер «Луча» Артёмовский (1994/95), тренер команды U18 «Автомобилист» (1995/96). Тренер (1997/98 — 1998/99), главный тренер (1999/2000 — до 7 января) команды «Динамо-Энергия» Екатеринбург. Главный тренер «Спутника» (2000/01 — 2001/02), главный тренер курганского «Мостовика» / «Зауралья» (2002/03 — 2005/06). Главный тренер «Автомобилиста» (2007).
Среди воспитанников — Сергей Логачёв, Евгений Кутергин, Дмитрий Шпаковский, Владислав Отмахов.
С 2005 года стал жить на родине жены, в Евпатории.
26 октября 2021 года под своды КРК «Уралец» был поднят свитер с фамилией Малько и номером 16.